# فورشتنبرغ
فورشتنبورغ (بالألمانية: Forchtenberg) هي بلدة، مدينة وبلدة ألمانية تقع في ألمانيا في بادن-فورتمبيرغ. يقدر عدد سكانها بـ 5,019 نسمة .

## أعلام
- صوفي شول